# Ланггессер, Элизабет
Элизабет Ланггессер (нем. Elisabeth Langgässer; 23 февраля 1899, Альцай — 25 июля 1950, Карлсруэ) — немецкая поэтесса, прозаик.

## Биография
Родилась в семье строительного инспектора Эдуарда Ланггессера (еврея, принявшего католицизм) и его жены Ойгени, урождённой Динст. В 1909 году семья переехала в Дармштадт, где Элизабет поступила в Викторияшуле, среднюю школу для девочек с прикреплённым к ней педагогическим семинаром. В 1919—1928 работала учительницей начальных классов в Штайнхайме-на-Майне, Зелигенштадте и Грисхайме. В 1924 году вышел её первый сборник стихов «Тропик агнца». 1 января 1929 года вне брака родила дочь Корделию от юриста Германа Хеллера. Весной переехала в Берлин, где также работала учительницей.
С 1931 зарабатывала литературным трудом, в том числе писала радиоспектакли для Funk-Stunde Berlin. После захвата власти национал-социалистами, на последних свободных выборах в марте 1933 года проголосовала за Адольфа Гитлера. В 1935 году ей удалось опубликовать цикл стихов о Зодиаке, а в 1936 году — роман «Путь сквозь камыш». В июле 1935 года Ланггессер вышла замуж за редактора Вильгельма Хофмана, вскоре потерявшего работу из-за женитьбы на женщине, которую согласно Нюрнбергским расовым законам классифицировали как «полукровку». У пары было три дочери: Аннетта, Барбара и Франциска.
В 1936 году Ланггессер как «полукровка» была исключена из Имперской палаты литературы, что налагало запрет на публикации, которого она не соблюдала. В 1938 году незадолго до Аншлюса зальцбургский издатель Отто Мюллер опубликовал роман Ланггессер «Спасение на Рейне». Втайне она начала работу над своим самым известным произведением — романом «Несмываемая печать».
Во время Второй мировой войны с 1942 года Ланггессер выполняла принудительные работы на заводе по производству боеприпасов; в том же году у неё проявились первые признаки рассеянного склероза. Её дочь Корделия, считавшаяся согласно Нюрнбергским законам «полноценной еврейкой», в 1943 году получила испанское гражданство через удочерение, но ей не позволили покинуть страну и в 1944 году депортировали в Терезиенштадт, а затем в лагерь смерти Освенцим. Корделия выжила, и в 1945 году её отправили в Швецию на «белом автобусе».
В 1945 году, после Второй мировой войны, Ланггессер смогла завершить роман «Несмываемая печать»; тогда же у неё возобновились симптомы рассеянного склероза. В 1948 году переехала в Райнцаберн, где опубликовала сборник рассказов «Торс» и куда в 1949 году к ней приезжала Корделия. В марте 1950 года её приняли в Академию наук и литературы Майнца.
Прикованная к постели с конца июня 1950 года, 25 июля Элизабет Ланггессер умерла после десятидневной комы в больнице Святого Викентия в Карлсруэ. Похоронена на старом кладбище в Дармштадте. Через несколько месяцев вышел её последний роман «Путешествие бранденбургских аргонавтов». В том же году она была посмертно удостоена Премии Георга Бюхнера.